# 海坂藩
海坂藩（うなさかはん）は、藤沢周平の時代小説に登場する架空の藩。
藤沢周平は、架空の藩を舞台として、おもに下級武士を主人公とする小説を多く著した。その藩の名としてしばしば与えられたのが「海坂藩」である。藤沢によってこの藩のモデルについての明言はされなかったが、藩や城下町、領国の風土の描写は、藤沢の出身地を治めた庄内藩とその城下町鶴岡がモチーフになっていると考えられている。

## 来歴
海坂（うなさか）という言葉について藤沢は、水平線が描くゆるやかな弧をそう呼ぶと聞いた記憶があるとし、「うつくしい言葉である」と紹介している。藤沢は、一時期俳句を投稿していた句誌『海坂』（百合山羽公、相生垣瓜人主宰）からその名を借用し、作品の舞台となる世界に海坂藩の名を与えた。
海坂藩の初出は短編「暗殺の年輪」（1973年）。こんにち「海坂藩」は藤沢の描く架空の小藩の代名詞のように見なされており、小藩を舞台にした一連の作品が「海坂もの」と呼ばれることがある。しかし、実際には「海坂藩」と舞台が明記されるのは隠し剣シリーズ（1976～80年）など初期に著された短編作品と、長編ではじめて「海坂藩」が明示された『蟬しぐれ』（1986年）以後の作品のいくつかであり、藩名が明示された作品はむしろ少ない。地方の藩を舞台とした長編『風の果て』『三屋清左衛門残日録』や、東北の小藩の出身者を主人公とする『用心棒日月抄』シリーズでも藩名は明かされないままである。

### 海坂藩大全
『海坂藩大全』とは、上･下2冊で、2007年に文藝春秋から出版された、「海坂もの」の短編集である。解題は、阿部達二。
上
- 暗殺の年輪
- 相模守は無害
- 唆す
- 潮田伝五郎置文

- 鬼気
- 竹光始末
- 遠方より来る
- 小川の辺

- 木綿触れ
- 小鶴

下
- 梅薫る
- 泣くな、けい
- 泣く母
- 山桜

- 報復
- 切腹
- 花のあと－以登女お物語
- 鷦鷯（みそさざい）

- 岡安家の犬
- 静かな木
- 偉丈夫

## 描かれた海坂藩
作品によって「海坂藩」の歴史・地理的描写に異同があるため、すべての作品の設定を一つの地図や年表に収めることは不可能である。しかし大まかな傾向は共通しており、モデルとされる庄内藩の歴史・地理を思わせる描写が行われている。小説の舞台となる架空の藩の描写は、「海坂藩」とは明記されなかった作品、異なる藩名が与えられた作品でも多く共通する。

### 地理
海坂藩は江戸から北へ120里（『蟬しぐれ』）、三方を山に囲まれ、北を海に面しているとする描写がなされる。「海坂もの」2作目に当たる「相模守は無害」には「奥州海坂藩」の記述が見えるが、その後同種の記載はない。モデルとされる庄内藩の領国を踏襲すれば出羽国になる。
作品によっては酒田を思わせる大きな港町が登場する。領内では温泉が湧出し、湯治や行楽に用いられる。
城下には川が貫いており、「五間川」という名が与えられていることが多い。「五間川」は領内を南から北に流れる、と記されるのが常である。が、1作目の「暗殺の年輪」だけは、北から南に流れる川として表現されている。城下町は栄えており、遊廓（多くは「染川町」）も存在している。『蟬しぐれ』には藩校として「三省館」が登場する。城下には複数の剣術道場があり、武士たちが剣術を習っている。

### 政治
初出の「暗殺の年輪」では海坂藩は石高7万石（庄内藩の約半分）とされているが、この設定が以後も維持されたかは定かではない。しかし、舞台となる藩はおおむね北国に配置された譜代大名の藩であり（「北国の小藩」という表現がしばしば用いられる）、江戸時代初期以来幕末に至るまで国替えを経験せずに同じ領国を治めてきたことがうかがえる。
家老・中老が執政府を構成し、番頭・組頭などを務める家格の上士や、大目付・勘定奉行・郡代などが藩政を担っている。
作中では藩主家の家督相続問題や農財政をめぐってしばしば流血を伴う派閥抗争が行われている。江戸初期の庄内藩における酒井長門守忠重を思わせる有力な藩主一族や、江戸後期の本間家を思わせる豪商が藩政をめぐる諸問題に介在することもある。抗争の敗者には、切腹・隠居・減石・領外追放のほか、藩内流刑である「郷入り」（山間僻地での幽閉）といった処分が下される。「郷入り」は実際に庄内藩で行われた刑罰である。
庄内藩をはじめとする多くの実在の藩が辿ったのと同様に、海坂藩でも財政の逼迫が進んでいる。藩財政とほぼ同義の農政については、商品作物の栽培奨励や水利事業・新田開発などの意が払われているが、収入増の手段としての重税や飢饉の襲来などにより潰れ百姓もあらわれ、幕末期には大規模な一揆も発生している（「唆す」）。借財の対象として領内の商人が台頭し、農地を集積していく状況も描かれる。
「偉丈夫」には海上藩という支藩が登場する。
映画『たそがれ清兵衛』では、海坂藩は戊辰戦争で奥羽列藩同盟に与して敗れ、賊軍となったこと、そして後に当地が山形県庄内郡（架空の郡）海坂町になったことが言及されている。

### 社会
藩財政の悪化により「借り上げ」が慢性的に行われており、下級の武家の家庭では、虫かご作り・織物・針仕事などの内職が半ば公然と行われている。

### 産物
商品作物である青苧・蝋漆などの栽培が行われており、藩の御蔵方で扱われている。「カラゲ」と呼ばれるエイの干物やハタハタなど、庄内地方と共通する食品や料理が登場し、北国の藩の風土を感じさせている。

## 受容
藤沢作品の舞台となる地方の小藩は、架空・無名であるための普遍性と、北国の風土に根ざした特殊性をあわせ持っている。
地理的・歴史的な描写の共通性や、織り込まれた郷土の食べ物などから、藤沢が描いた「海坂藩」をはじめとする架空の小藩は、しばしば庄内藩と同一視され、このことは作者が没する前後から強く意識されるようになった。
「海坂もの」ファンの井上ひさし等は、海坂藩城下図を作成した。藤沢の葬儀（1997年1月30日）で井上が読んだ弔辞は、「海坂藩に感謝」と題されていた。
地元のファンによって、作品描写のモデルとなったと思われる鶴岡市内・近郊の場所を案内する「藤沢周平ゆかりの地図」がまとめられ、鶴岡市も関連箇所を整備して観光に便宜を図り、2010年4月29日に「鶴岡市立藤沢周平記念館」を開館した。
21世紀に入ってから映像化された作品は「海坂藩」が舞台のものが多く、庄内地方での撮影も行なわれている。